# Kagekacu Uesugi
 Kagekacu Uesugi  (japonsky 上杉景勝 Uesugi Kagekacu; 8. ledna 1556 – 19. dubna 1623) byl daimjó v období Sengoku a Edo.

## Život
Byl synem Masakageho Nagaa (hlavy klanu Ueda Nagao) a manžel starší sestry Kenšina Uesugiho. Po smrti svého otce byl adoptován Kenšinem.
Po smrti Kenšina v roce 1578 Kagekacu bojoval s dalším adoptovaným Kenšinovým synem Kagetorou Uesugim o dědictví a porazil ho v roce 1578 v bitvě u hradu Ótate (Ótate no Ran). Přinutil Kagetoru spáchat sebevraždu a stal se hlavou klanu Uesugi. Po Ótate no Ran se Kagekacu oženil se sestrou Kacujoriho Takedy (dcerou Šingena Takedy).
Jako generál Hidejošiho Tojotomiho se Kagekacu zúčastnil obléhání hradu Odawara, korejského tažení a vyšvihl se mezi prominenty, kdy se stal členem Rady pěti starších. Původně měl léno v provincii Ečigo o velikosti 550 000 koku, Kagekacu dostal léno Aizu, v hodnotě 1,2 milionu koku, když Hidejoši přerozdělil državy v roce 1598. Po Hidejošiho smrti, ještě v témže roce v důsledku politických sporů, se Kagekacu spojil s Micunarim Išidou proti Iejasu Tokugawovi.
Dá se říci, že Bitva u Sekigahary začala, alespoň částečně, s podílem Kagekacua, který byl prvním daimjóem, který plánoval vzpouru proti Tokugawovi. Postavil si nový hrad v Aizu, čímž přitáhl pozornost Tokugawy, který mu poslal do Ósaky požadavek vysvětlit toto chování. Kagekacu to odmítl a Tokugawa začal plánovat vést proti němu armádu o síle 50 000 mužů. Išida a Uesugi doufali, že zaměstnají Iejasua Tokugawu tímto bojem na severu a bude rozptýlen při útocích Micunariho Išidy v Ósace a jejím okolí. Předpokládaje takový plán, Iejasu zůstal v Ósace, aby se zabýval Micunarim a jeho generálové Jošiaki Mogami a Masamune Date měli bojovat proti Kagekacuovi v Tóhoku (na dalekém severovýchodě Honšú, které je hlavním japonským ostrovem). Kagekacu chtěl přesunout své síly na jih, zaútočit na Tokugawu ze severovýchodu, dokud Išida na něj bude útočit ze západu, ale byl v tomto tažení velmi brzy poražen, při obléhání svého hradu Široiši.
Po této porážce Kagekacu deklaroval věrnost Tokugawovi a stal se tozama (outsider) daimjóem; dostal panství Jonezawa s výnosem 300 000 koku v regionu Tóhoku. Kagekacu později bojoval na straně Tokugawy proti klanu Tojotomi v letech 1614–1615 při obléhání Ósaky.